# NGC 5474
NGC 5474 este o dwarf spiral galaxy⁠(d) situată în constelația Ursa Mare. A fost descoperită în 1 mai 1788 de către William Herschel. Se află la o distanță de 6,98 megaparseci de Pământ.